# Albogue

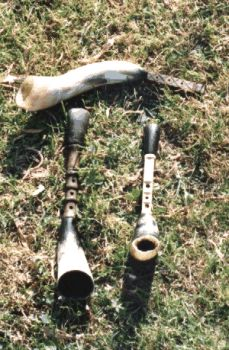
Spanische Albogues, oben: Gaita gastore, unten: Gaitas serranas

Albogue ist der spanische Oberbegriff für die traditionellen Hornpfeifen, die auf der iberischen Halbinsel verbreitet sind. Albogues sind Blasinstrumente mit einfachem Rohrblatt, einem Schallrohr aus Holz (oder Rohr), die einen Resonanztrichter aus einem Tierhorn. 
Die Albogues werden traditionell in Zirkularatmung gespielt.  

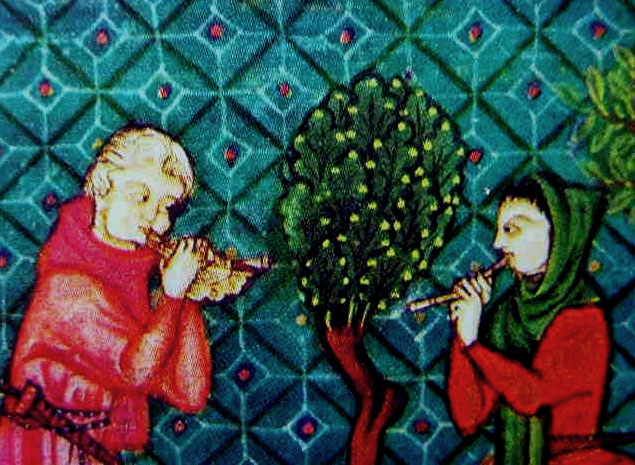
Mittelalterliche Hornpfeifen aus Spanien. Links: Alboka mit halbrunder Halterung. Rechts: einfache Albogue(?) Abbildung aus den Cantigas de Santa Maria um 1300 n. Chr.

Die Bezeichnung albogue geht auf lateinisch buccinum über arabisch al-bûq (البوق) „Trompete, Signalhorn“ zurück, wovon auch die georgische Trompete buki ihren Namen hat. Alboque ist im Libro de Alexandre (13. Jahrhundert) zum ersten Mal literarisch bezeugt. Die Geschichte der Hornpfeifen reicht jedoch weiter zurück (siehe Hornpipe). 
Zu den Albogues gehören:
- Die gaita gastore[1] (gaita del Gastor in Cádiz) hat einen Korpus aus Birnen- oder Oleanderholz, der mit kreuzförmigem Muster verziert ist, drei Grifflöcher auf der Oberseite und eines auf der Unterseite und ein relativ langes Horn als Schalltrichter. Sie wird bei Heiligenfesten und zu Weihnachten gespielt.[2]
- Die gaita serrana (gaita de la sierra in Madrid) hat eine Windkapsel aus Kuhhorn, ein Schallrohr aus Holz (meist Feigenholz) und quadratische Aussparungen, in denen die Grifflöcher sitzen. Das Schallrohr kann einen runden oder quadratischen Querschnitt haben. Das Instrument hat drei bis vier Grifflöcher auf der Oberseite und ein Daumenloch. Auch der Schalltrichter ist aus Kuhhorn. Die Gaita serrana war ein reines Hirteninstrument, das dem Zeitvertreib diente. Mit dem Rückgang des Berufsstandes ist es praktisch ausgestorben.[3]
- Das bekannteste Instrument dieser Gruppe ist die baskische alboka mit gedoppelten Schallrohren, die eine gemeinsame Windkapsel und einen gemeinsamen Schalltrichter aus Horn haben. Alle Teile des Instruments sind auf einem halbrunden hölzernen Bogen befestigt (siehe Alboka).
- In der Gascogne, am nordwestlichen Rand der Pyrenäen, wird die caramera (caremère)  gespielt. Sie hat ein Rohrblatt, ein einfaches Schallrohr und ein Tierhorn. Die Zahl der Grifflöcher kann 6 + 1 betragen.[4]
- Die chifla de Campoo (aus dem Ort Campoo in Kantabrien) ist keine Hornpfeife, jedoch mit den Albogues verwandt. Aus einem Stück Holz von etwa 25 cm Länge wird ein Klangrohr so gefertigt, dass es oben einen kleinen und unten einen großen Holztrichter hat. Der große Trichter dient als Schalltrichter, der oberer als eine Art Windkapsel. Das Rohrblatt wird lose zwischen den Lippen gehalten und im Inneren dieser Windkapsel angeblasen. Das Instrument hat auf der Oberseite vier bis sieben Grifflöcher.[5]